# Enceintes de Paris

Les limites de Paris du IVe siècle à 2015 :
enceinte gallo-romaine
enceinte carolingienne
enceinte de Philippe Auguste
enceinte de Charles V
enceinte de Louis XIII
mur des Fermiers généraux
enceinte de Thiers
aujourd'hui

Au fur et à mesure de son extension, Paris se voit entourée de sept enceintes ou murailles successives, qui ont pu être précédées d'une hypothétique fortification gauloise (l'oppidum des Parisii) avant même l'existence de la Lutèce gallo-romaine. Chronologiquement, on compte ainsi :
- outre peut-être l'enceinte gauloise susmentionnée,
- une muraille gallo-romaine (établie en plusieurs étapes) ;
- l'enceinte carolingienne ;
- l'enceinte de Philippe Auguste ;
- puis celle de Charles V ;
- l'enceinte de Louis XIII, dite « des Fossés jaunes » ;
- le mur des Fermiers généraux ;
- et l'enceinte de Thiers.

Ainsi, depuis l’Antiquité jusqu'au XXe siècle, Paris est toujours entourée de murailles, sauf pendant plus d'un siècle, de 1670 (date de la démolition du mur de Louis XIII sur ordre de Louis XIV), jusqu'en 1785, sous Louis XVI avant la Révolution, qui correspond à l'année du début de la construction du mur des Fermiers généraux. Ces enceintes, appelées aussi « murs » de Paris, rythment la croissance de la capitale, favorisant son extension lorsqu'elles englobent et protègent une partie de la campagne environnante, au risque souvent d'une certaine surpopulation.

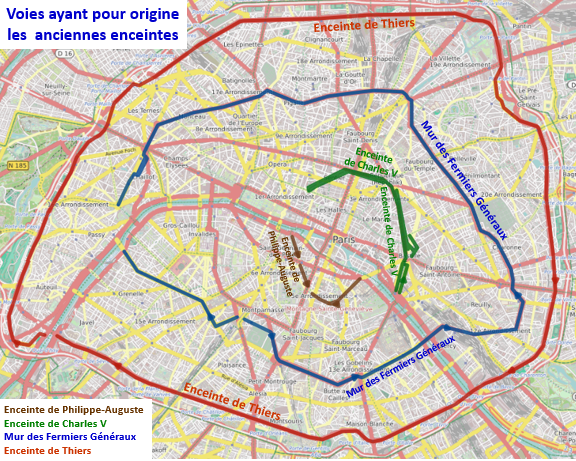
Voies de Paris ayant pour origines
d'anciennes enceintes.

Elles ont laissé peu de traces sur le plan architectural : seuls subsistent quelques pavés gallo-romains, le nom de la rue des Barres « carolingiennes », des pans des enceintes de Philippe Auguste et de Charles V, quelques pavillons de Ledoux rescapés du mur des Fermiers généraux, ainsi que des traces éparses de l'enceinte de Thiers aux abords de l'actuel boulevard périphérique. C'est surtout dans le tissu urbain qu'elles ont profondément marqué l'évolution de Paris, des rues quasi-parallèles séparant les anciens tracés nord-ouest de la muraille de Philippe-Auguste par rapport à celle de Charles V (rues de Cléry, d'Aboukir, et autres, tracées à l'emplacement de cette dernière enceinte, en particulier entre IIe et Ier arrondissements actuels), jusqu'à la butte de Bonne-Nouvelle, mais avant tout au travers des « dessins » concentriques des boulevards d'aujourd'hui :
- les Grands boulevards,
  - à l'ouest le « nouveau cours » aménagé à partir de 1670 en avant de l'enceinte de Louis XIII, de la rue Royale au boulevard de la Madeleine et à celui de Bonne-Nouvelle ;
  - à l'est à l'emplacement de l'enceinte de Charles V du boulevard Saint-Denis au boulevard Bourdon ;
- les boulevards construits à la place du mur des Fermiers généraux,
- les boulevards des Maréchaux, construits à la place du chemin de ronde interne (élargi) de l'enceinte de Thiers ;
- le boulevard périphérique, construit légèrement à l'extérieur des boulevards des Maréchaux.

L'enceinte antérieure de Philippe-Auguste a également laissé une profonde empreinte dans le plan des quartiers centraux de Paris :
- en rive droite de la Seine, par l'ouverture au cours du Moyen Âge de rues secondaires adossées au rempart qui ont marqué l'orientation du réseau, en biais de la rue Jean-Jacques-Rousseau et de voies parallèles, par rapport à la rue Saint-Honoré, s'infléchissant de la rue Tiquetonne à la rue des Francs-Bourgeois, puis perpendiculaire au fleuve rue des Jardins-Saint-Paul où l'ancienne muraille reste la plus visible en extérieur de nos jours ;
- en rive gauche, plusieurs rues sont tracées sur ses anciens fossés, notamment la rue des Fossés-Saint-Bernard, la rue des Fossés-Saint-Jacques, la rue Monsieur-le-Prince (ancienne rue des Fossés-Monsieur-le-Prince).

## Chronologie

### Enceinte gauloise
Pour la période d'avant la guerre des Gaules, ce qui deviendra Lutèce est présenté (par les Romains ci-après, sinon des Grecs tels le géographe Hérodote) comme une île en zone inondable et avec une enceinte artificielle limitée à une palissade au moins en bois (doublée de la protection naturelle qu'est censé constituer le fleuve), partiellement détruite au commencement de l'occupation romaine ultérieure.
Le site de l'oppidum des Parisii est sujet à débats, avec comme principales hypothèses de localisation :
- l'actuelle île de la Cité, au cœur du Paris d'aujourd'hui et de son fleuve ;
- mais cette identification n'est pas prouvée car les fouilles n'y ont rien trouvé d'antérieur au premier empereur romain, Auguste. Elle est même fortement compromise par la découverte en 2003 des restes d'une ville, sur une zone potentiellement inondable, d'un port et d'autres attributs d'un pouvoir local (un atelier monétaire), sur la commune de Nanterre ou / et de sa banlieue[3] (en excluant a priori d'autres communes franciliennes plus lointaines de la Seine, telles que Villeparisis, Cormeilles-en-Parisis…).

Dans ses Commentaires sur la guerre des Gaules, Jules César écrit : « Id est oppidum Parisiorum, quod positum est in insula fluminis Sequanae », indiquant donc que l'oppidum parisii est un camp fortifié installé sur une île de la Seine. D'après Max Gallo dans son César Imperator, ledit Cæsar y aurait participé en personne à une « assemblée de Lutèce » [cité alors en devenir], au début de l'année 52 avant notre ère (vers 702 ab Urbe condita) ou de l'actuelle Reims vers - 53 (circa 701 AUC), pour tenter de rallier à Rome d'ultimes chefs celtes encore sceptiques sur la question, faisant exécuter parmi eux, à l'issue de ce rassemblement, le Sénon Acco demeuré franchement et farouchement opposant.
Après la fin de la conquête (si l'on conserve l'hypothèse nanterrienne, voire celle d'une bataille décisive vers les futurs Champ-de-Mars et Grenelle, entre hommes du chef gaulois local Camulogène et ceux du lieutenant de César Labienus), la cité de Lutèce est (re)construite ex nihilo à environ une douzaine de nos kilomètres à l'est, sur le versant nord du mont Lucotetius future montagne Sainte-Geneviève.

### Enceinte gallo-romaine

Restitution de l'enceinte gallo-romaine, superposée sur le plan actuel de l'île de la Cité :
rives de la Seine
tracé de l'enceinte
palais romain

À l'époque romaine, Lutèce se développe sur la rive gauche de la Seine et dans une moindre mesure sur l'île de la Cité. La rive droite était inutilisable, car insalubre et occupée par des marais. Une première enceinte est dressée dès -43 (vers 711 AUC), dont la partie située sur l'île se voit reconstruite vers 280 de notre ère (ca 1033 AUC), après une invasion germanique. En effet, pendant le Bas-Empire, lors des premières invasions barbares vers 285 (ou environ 1038 AUC), les habitants abandonnent les quartiers de la rive gauche et se réfugient dans la partie insulaire de la Cité en détruisant les ponts derrière eux.
Après plusieurs campagnes contre les barbares[Lesquels ?], les habitants protègent la moitié orientale de l'île par un mur de pierres, dès le début du IVe siècle de l'ère commune. L'urgence du péril les pousse à remployer des pierres déjà taillées et utilisées ailleurs, notamment aux arènes de Lutèce. Ce mur épais formé de blocs superposés en pierres sèches, c'est-à-dire sans mortier ni ciment, est dressé à 15 mètres des rives de la Seine de l'époque. On estime que cette enceinte avait 2,50 m de largeur à la base, pour 2 m au sommet et une hauteur également de 2 m. Le tracé forme un U dont les branches sont prolongées à l'ouest par la citadelle, palais des préfets romains, à l'emplacement approximatif de l'actuel périmètre de l'ancien Palais de justice, aujourd'hui cours d'appel et de cassation, bordé par des îlots marécageux. La grève sert de chemin de ronde et la Seine de fossé naturel. On entre dans la ville par deux doubles portes d'une largeur de 10 m en tête de deux ponts de bois, sur l'axe du cardo maximus : un grand et un petit[Où ?], qui sont protégés par de hautes tours.

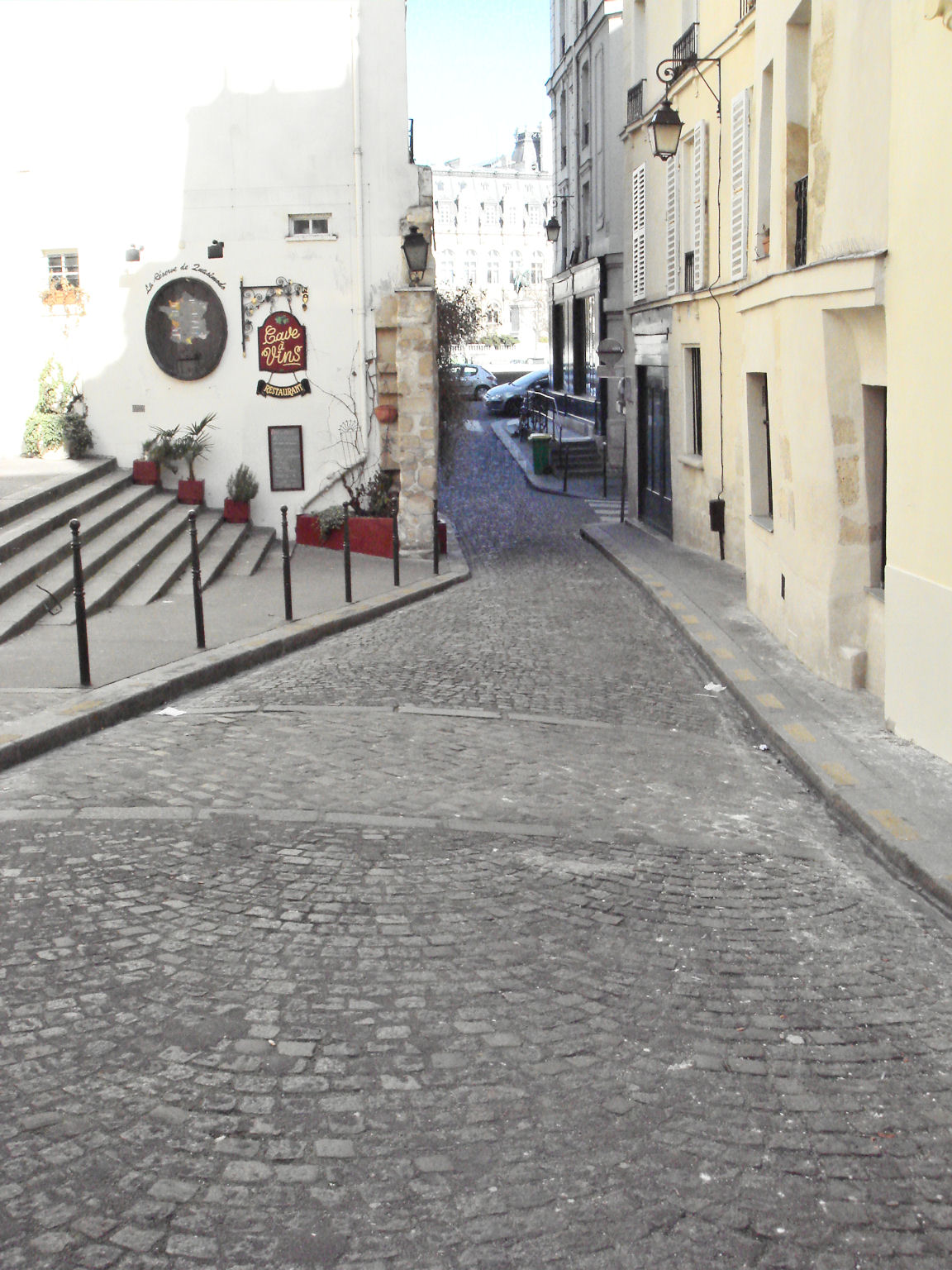
Le pavage de la rue de la Colombe marque l'emplacement de l'enceinte gallo-romaine.

On peut évaluer la superficie englobée dans cette enceinte à 9 hectares, sur les 52 (ha) que compte la cité entière de Lutèce qui possède alors une population d'environ 7 à 8 000 habitants.
La disparition de cette enceinte est difficile à dater, mais elle n'existait plus au XIIe siècle. Grégoire de Tours dit que Frédégonde, après l'assassinat de son royal époux Chilpéric, se réfugie dans l'église de la Cité, à cette époque lieu d'asile, et cache ses trésors dans « l'enceinte des murailles ». Le césar Julien l'évoque aussi en 360. Quelque autre source évoque même explicitement la construction d'une 2e enceinte en 375. Certaines parties du mur avaient par ailleurs été arasées, en particulier dans sa partie sud-est, lors de la construction de la cathédrale Saint-Étienne, au VIe siècle.
On trouvera lors de fouilles, en 1829, des parties intactes de la muraille de César, en particulier à l’angle de la rue Saint-Landry (à l’emplacement de l’actuel parvis Notre-Dame), du quai Napoléon et de la rue de la Colombe. Le tracé retrouvé sous Napoléon III, notamment par l’archéologue Théodore Vacquer, est indiqué sur la chaussée de la rue de la Colombe, quelques découvertes archéologiques précisent ensuite le parcours du rempart, en particulier celles du boulevard du Palais (à l’est) et de la rue Chanoinesse. En 1901, la découverte d'un mur enfoui dans la rue Mathieu-Molé donne lieu à un procès-verbal évoquant son appartenance éventuelle à cette enceinte. Des vestiges d’une basilique civile ont été retrouvés au nord de l’île, face au Palais, à l’emplacement de l’actuelle place Louis-Lépine.

### Première enceinte médiévale
De nombreux témoignages, des noms de lieux ou de bâtiments, laissaient entrevoir au XVIIIe siècle l'existence d'une première enceinte autour du centre de Paris, sur la rive droite, qui fut parfois appelée « enceinte carolingienne » ensuite datée de la fin du Xe siècle ou du XIe siècle qui pourrait remonter à la fin du IXe siècle.
Paul Léon relève, dans des actes du XIIIe siècle, les mentions « Murs du Roi » et « Vieux Murs de Paris ».
Des tracés plus ou moins précis avaient été donnés sur quelques cartes sans base historique certaine concernant cette seconde enceinte. Deux portes étaient cependant déjà attestées : la « porte Baudoyer », l'« archet Saint-Merri », de même que la fortification autour de Saint-Germain-l'Auxerrois et une porte située vers le croisement de la rue Mauconseil et de la rue Saint-Denis.
À la suite de fouilles commencées en 2009, l'INRAP découvre à l'angle des rues de l'Arbre-Sec et de Rivoli des traces de cette enceinte. Ces vestiges confirment donc sa réalité et permettent d'en estimer la nature et le tracé.
C'est sans doute à la suite du grand siège de 885 par les Vikings qu'il est décidé d'enclaver les faubourgs naissants de la ville, qui ne sont que de pauvres petits bourgs, dans une enceinte s'étendant au nord du fleuve. D'après les premiers éléments de datation, le roi qui engage ces travaux pourrait être Eudes ou Robert Ier. Cette fortification de terre et de bois est constituée d'un fossé de 12 mètres de large pour 3 de profondeur, doublé par un talus supportant probablement une palissade en bois.

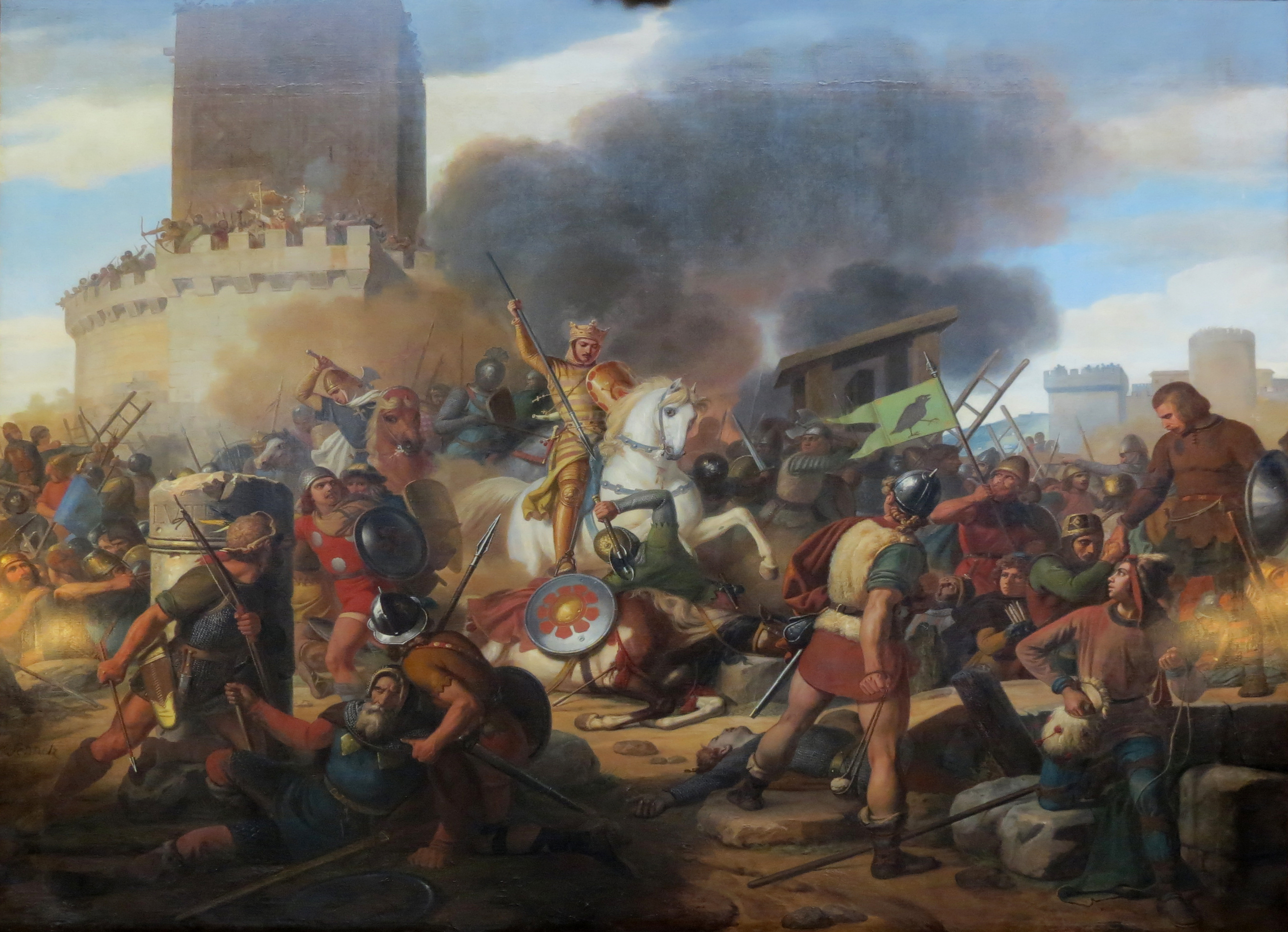
Le comte Eudes défend Paris contre les Normands (tableau de Jean-Victor Schnetz).

Le tracé de ce mur de défense, actuellement en grande partie établi, est encore incertain sur quelques tronçons :
- Selon l'INRAP : Partant de l'actuelle place du Louvre, il devait suivre la direction de l'ancienne rue des Fossés-Saint-Germain-l'Auxerrois (l'actuelle rue Perrault n'en est qu'une portion) en passant par le croisement des rues de l'Arbre-Sec et de Rivoli, puis l'axe de la rue de la Ferronnerie, il couperait la rue du Temple au niveau de son no 15 (d'après une fouille de 1995), avant de rejoindre la Seine au niveau de l'actuel pont Louis-Philippe[c 3].
- Selon Jean de La Tynna : Le mur de clôture construit autour du faubourg qui s'était formé au nord de la Cité commençait sur le bord de la Seine, en face de la rue Pierre-à-Poisson et se dirigeait le long de la rue Saint-Denis jusqu'à la rue des Lombards où l'on trouvait une porte. Il passait ensuite entre la rue des Lombards et la rue Troussevache jusqu'à la rue Saint-Martin où il y avait une porte appelée Archet-Saint-Merri. Ce mur traversait ensuite le cloître Saint-Merri, coupait les rues du Renard, Barre-du-Bec et aboutissait rue des Billettes, où il y avait vraisemblablement une porte. Il longeait ensuite la rue des Deux-Portes, traversait la rue de la Tixéranderie et le cloitre Saint-Jean, près duquel il y avait une porte, et finissait en ligne droite sur le bord de la Seine[14].

L'enceinte protégeant ainsi à l'est l'église Saint-Gervais-Saint-Protais, au nord les églises Saint-Merri et Sainte-Opportune (détruite en 1792, elle bordait la rue Saint-Denis) et à l'ouest l'église Saint-Germain-l'Auxerrois. Cela correspond d'est en ouest aux anciens quartiers de la Grève, de la Verrerie et Saint-Jacques-de-la-Boucherie.
Quatre portes de cette enceinte ont laissé des traces dans la toponymie parisienne, ce sont :
- la porte Baudoyer, à l'est, dans le quartier de la Grève, près de l'actuelle place Baudoyer (juste devant la mairie du 4e arrondissement),
- l'archet Saint-Merri, au nord, dans le quartier de la Verrerie, au croisement de la rue Saint-Martin avec la rue du Cloître-Saint-Merri (au sud du Centre Pompidou) dont l'ancien nom était rue de la Porte-Saint-Merri).
- Une troisième porte se trouvait aussi au nord, dans le quartier Saint-Jacques-de-la-Boucherie, au croisement avec la rue Saint-Denis[15].
- la porte Saint-Germain-l'Auxerrois s'ouvrait vers l'ouest dans le prolongement de la rue des Prêtres-Saint-Germain-l'Auxerrois, sur l'axe d'un ancien decumanus[c 4],[note 2].

### Deuxième enceinte médiévale, enceinte de Philippe Auguste

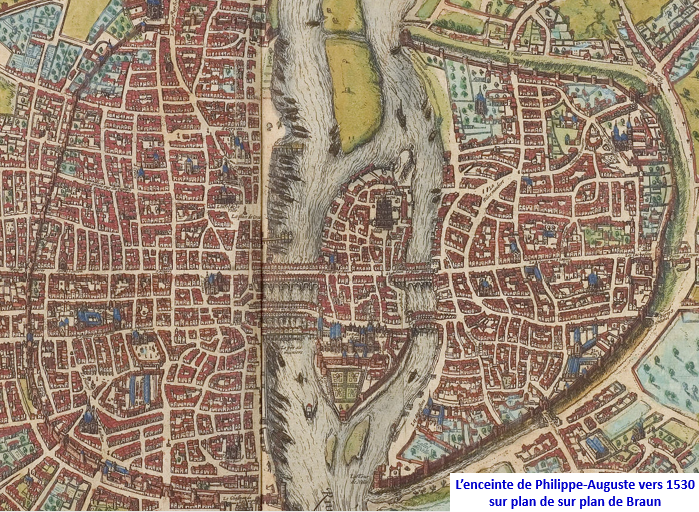
Enceinte de Philippe-Auguste vers 1530 sur plan de Braun.

La troisième enceinte, appelée enceinte de Philippe Auguste est édifiée de 1190 à 1213, enclosant 253 hectares de part et d'autre de la Seine, pour une population estimée à 50 000 habitants. De nombreux éléments en sont intégrés dans des constructions civiles, ou repris dans l'enceinte de Charles V.
Paris, grandissant à vue d’œil, rompt bientôt sa ceinture de pierre, s'étend d'un côté jusqu'à la montagne Sainte-Geneviève, et de l'autre jusqu'aux chemins conduisant à l'abbaye de Saint-Denis. Une nouvelle enceinte est donc commencée en 1190, sur ordre de Philippe Auguste mais aux frais de la ville, et sa construction dure 30 ans.
La nouvelle muraille a huit pieds d'épaisseur ; elle est formée d'un blocage revêtu de maçonnerie, flanquée de 77 tours et munie de fossés larges et profonds. Elle part de la Seine un peu au-dessus de l'emplacement actuel du pont des Arts, passe près de la porte Saint-Honoré, s'ouvre à la porte Coquillière, aux porte Saint-Denis, porte Mauconseil, porte Barbette, aux rue Vieille-du-Temple, rue des Francs-Bourgeois, à la porte Baudoyer et s'arrête au quai des Célestins.
Elle reprend, du côté méridional, au palais de la Tournelle, s'ouvre aux portes Saint-Victor, Bordet, Saint-Jacques, Saint-Michel, des Cordeliers, près de la cour du Commerce, à la porte de Buci, et s'achève à la fameuse tour de Nesle. Il y a en tout treize portes ou poternes. La plus célèbre, celle de Buci, rappelle la trahison : c'est par cette porte que Perrinet Leclerc, vendu aux Bourguignons, laisse entrer l'ennemi.
La partie septentrionale de Paris reçoit, sous le règne du roi Jean le Bon, un accroissement de défense, et les bourgs Saint-Paul et du Temple, les bâtiments des Quinze-Vingts, l'église Saint-Paul, l'église Saint-Thomas-du-Louvre et enfin le Louvre se trouvent compris dans le périmètre de l'enceinte.
La connaissance de l'enceinte de Philippe Auguste est élargie par de nombreuses fouilles archéologiques qui révèlent des structures qui la composent.

### Enceinte de Charles V

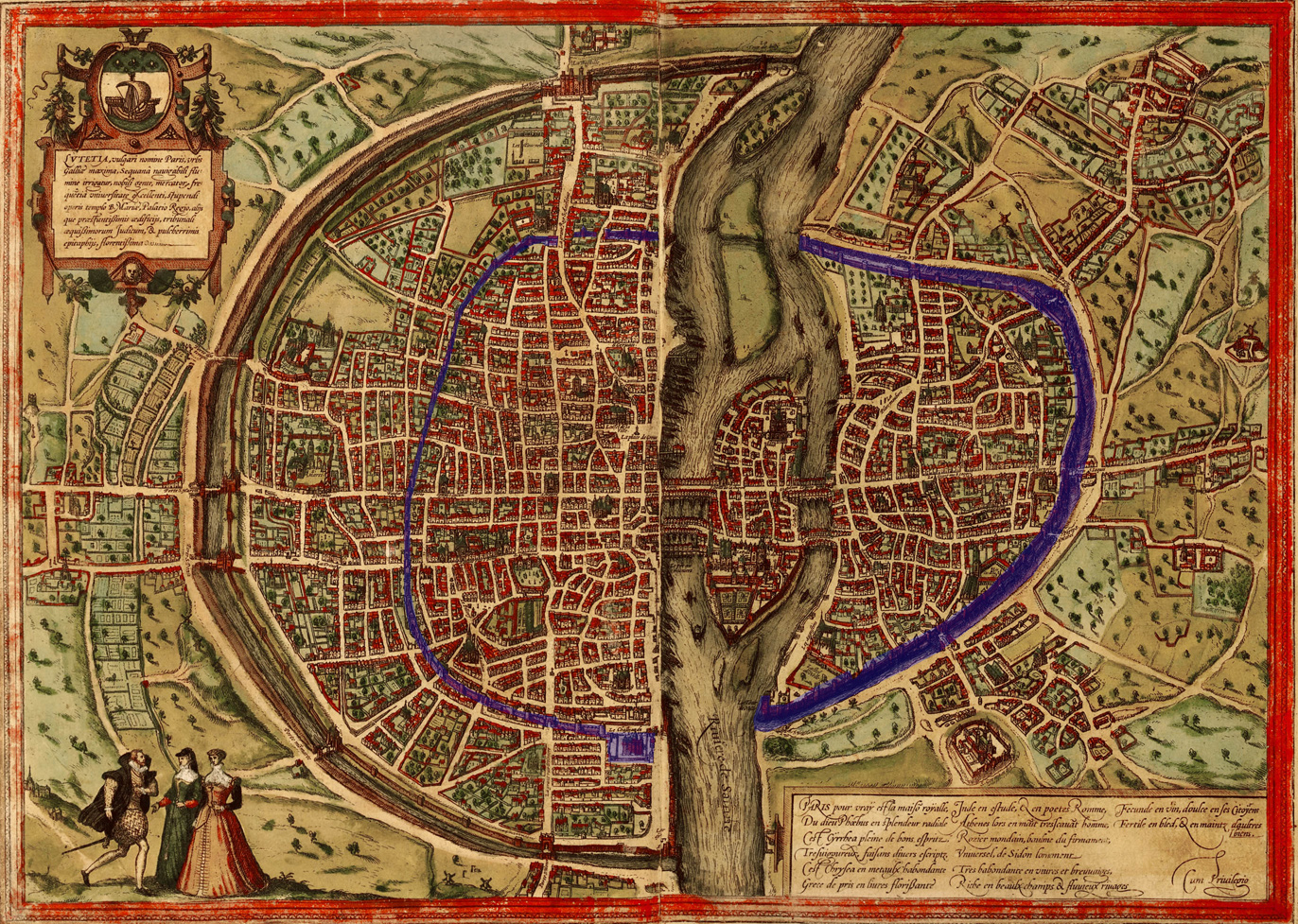
Carte de Sebastian Münster représentant Paris vers 1530. En bleu, l'enceinte de Philippe Auguste détruite après 1533 en rive droite, au XVIIe siècle en rive gauche, doublée uniquement rive droite de l'enceinte de Charles V.

La quatrième enceinte appelée « enceinte de Charles V » est construite de 1356 à 1383, sous le règne de ce dernier, œuvre poursuivie par son fils et successeur Charles VI. Elle enclot 439 hectares, n'étendant l'enceinte de Philippe Auguste que sur la rive droite, où elle enferme des hôtels particuliers du Marais, l'enclos des Templiers et le Palais du Louvre. On estime alors la population à 200 000 habitants. Cette enceinte est en partie détruite lors de la construction de celle de Louis XIII et en partie reprise dans celle-ci.
Henri V d'Angleterre fait faire de nouveaux travaux à l'enceinte de Paris. Il s'occupe de fortifier les points vulnérables en cas d'attaque. Les portes sont munies de tous les engins de destruction connus à cette époque. Jeanne d'Arc, voulant délivrer la capitale, est blessée à la porte Saint-Honoré.
En 1553-1559, le roi Henri II, en guerre contre l'Espagne à cause de la Lorraine, fit construire trois bastions sur la rive droite, en saillie sur l'enceinte du XIVe siècle, du quai de l'Arsenal à la Bastille.

### Enceinte de LouisXIII

Vue de Paris en 1618 par Visscher.

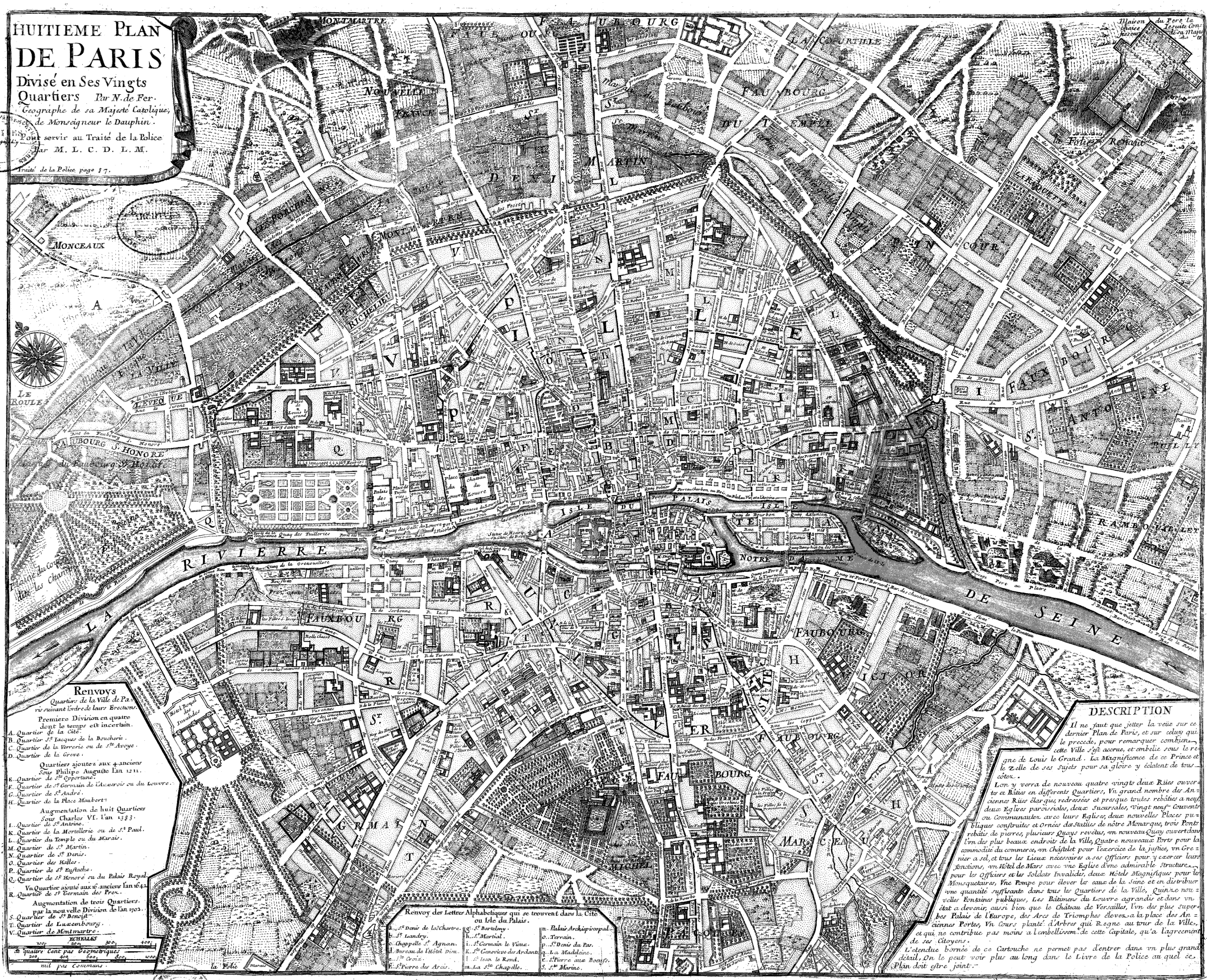
Plan de Paris en 1705 avec les premiers boulevards et les restes de l'enceinte de Louis.

En 1566, à cause des Guerres de religion, de la proximité de la frontière (à seulement 150 km au nord) et des progrès de l'artillerie, on commence à améliorer la défense du côté de l'ouest, en construisant une ligne de six bastions un kilomètre en avant de l'enceinte de Charles V, incorporant à Paris les Tuileries, ce qu'on appelait alors les faubourgs Saint-Honoré (la paroisse Saint-Roch) et Montmartre (l'actuel quartier de la Bourse), et la Butte-aux-Gravois.
Le tracé du glacis de ce front bastionné se retrouve aujourd'hui avec les actuels place de la Concorde, rue Royale, boulevards de la Madeleine, des Capucines, des Italiens, Montmartre et Poissonnière.
Cette cinquième enceinte est parfois appelée « enceinte des Fossés jaunes » (d'après la couleur du limon visible après les terrassements).
De 1630 à 1635, en préparation de l'intervention française dans la Guerre de Trente Ans, le cardinal de Richelieu fait renforcer les bastions et fortifier six portes, selon les plans de Jacques Lemercier : Montmartre (la troisième du nom, au croisement de la rue Montmartre avec la rue Feydeau), Richelieu (rue de Richelieu), Gaillon (rue de la Michodière), Saint-Honoré (la troisième) et de la Conférence (sur le quai des Tuileries). En 1645 fut percée la poterne de la Poisonnerie (rue Poissonnière), rebaptisée porte Sainte-Anne en 1685.

### Disparition des enceintes de Charles V et Louis XIII
La portion de l'enceinte du XIVe siècle commence à être lotie, d'où l'aménagement du jardin du Palais-Cardinal (l'actuel Palais-Royal), des rues du Mail (côté fossés) et des Remparts (côté ville, actuelle rue Sainte-Foy).
Les conquêtes du début du règne de Louis XIV ayant repoussé les frontières du royaume, le roi, se souvenant de la résistance de la Ville lors de la Fronde et voulant embellir et étendre sa principale ville, adopta la proposition de Colbert de raser les fortifications de Paris.
Les talus et fossés des remparts furent remplacés de 1668 à 1705 par un large boulevard de terre bordé d'ormes, le « Nouveau-Cours » : ce sont les actuels grands boulevards faisant un arc de cercle de Concorde à Bastille par République. Le pavage ne sera fait qu'en 1778.
La portion de l'enceinte du XIVe siècle du Louvre à la porte Saint-Denis fut elle aussi totalement rasée, remplacé par la place des Victoires (vente des terrains en 1665) et la rue des Fossés-Montmartre.
Les portes furent rasées : Saint-Antoine en 1660, Saint-Bernard en 1670, Saint-Denis en 1671, Saint-Germain, de Buci et Dauphine en 1672, Saint-Martin en 1674, du Temple en 1678, Saint-Victor, Saint-Marcel, Saint-Jacques et Saint-Michel en 1684, Montmartre, Gaillon en 1690, Richelieu en 1701, Saint-Anne en 1715, de la Conférence en 1730, Saint-Honoré en 1733.
Quatre de ces portes furent remplacées par des arcs de triomphe à la gloire du Roi : la porte Saint-Antoine en 1670, la porte Saint-Denis et la porte Saint-Bernard en 1672, et la porte Saint-Martin en 1674.

Vestiges des enceintes de Philippe-Auguste et Charles V
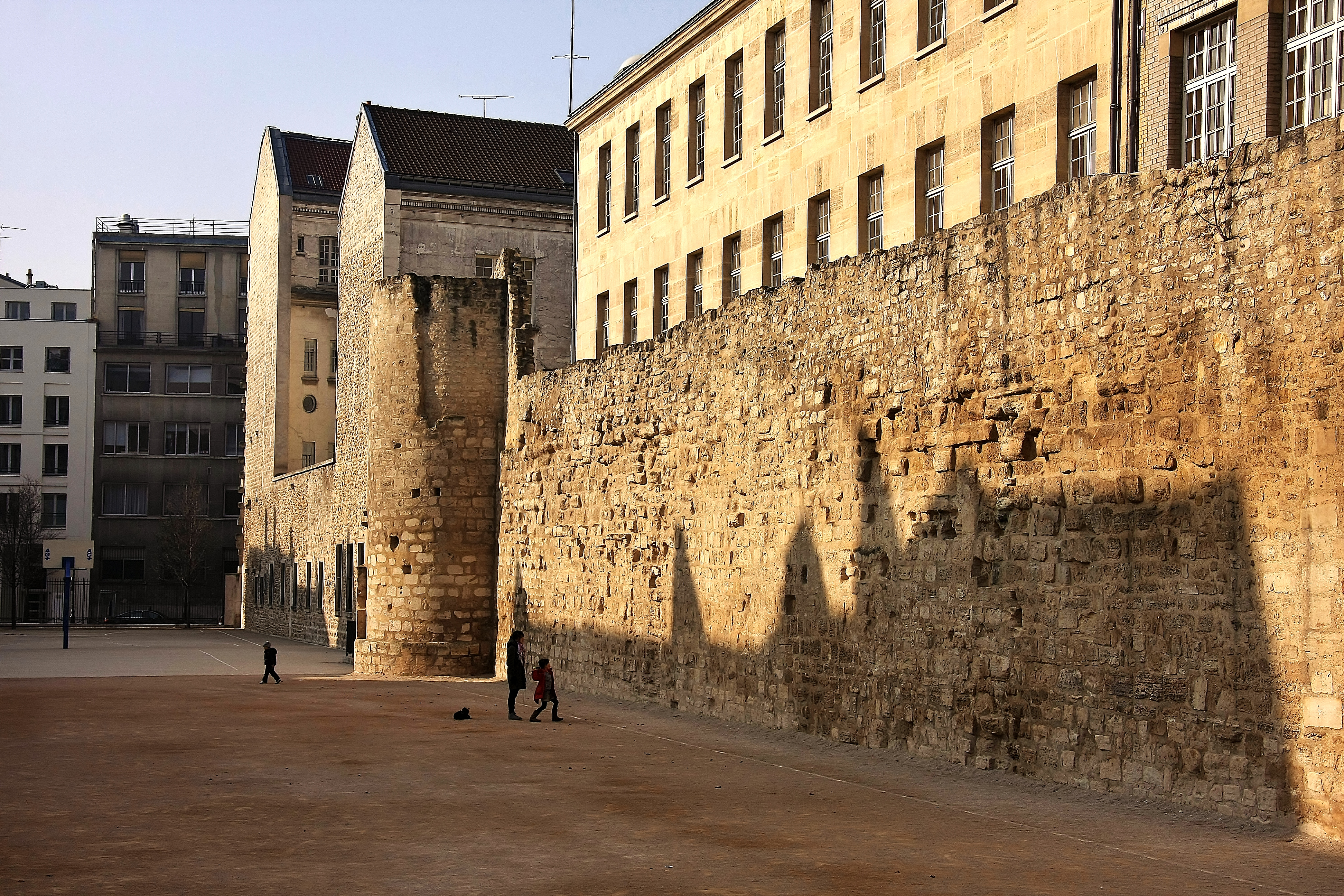
Enceinte de Philippe-Auguste (17-21 rue des Jardins-Saint-Paul).
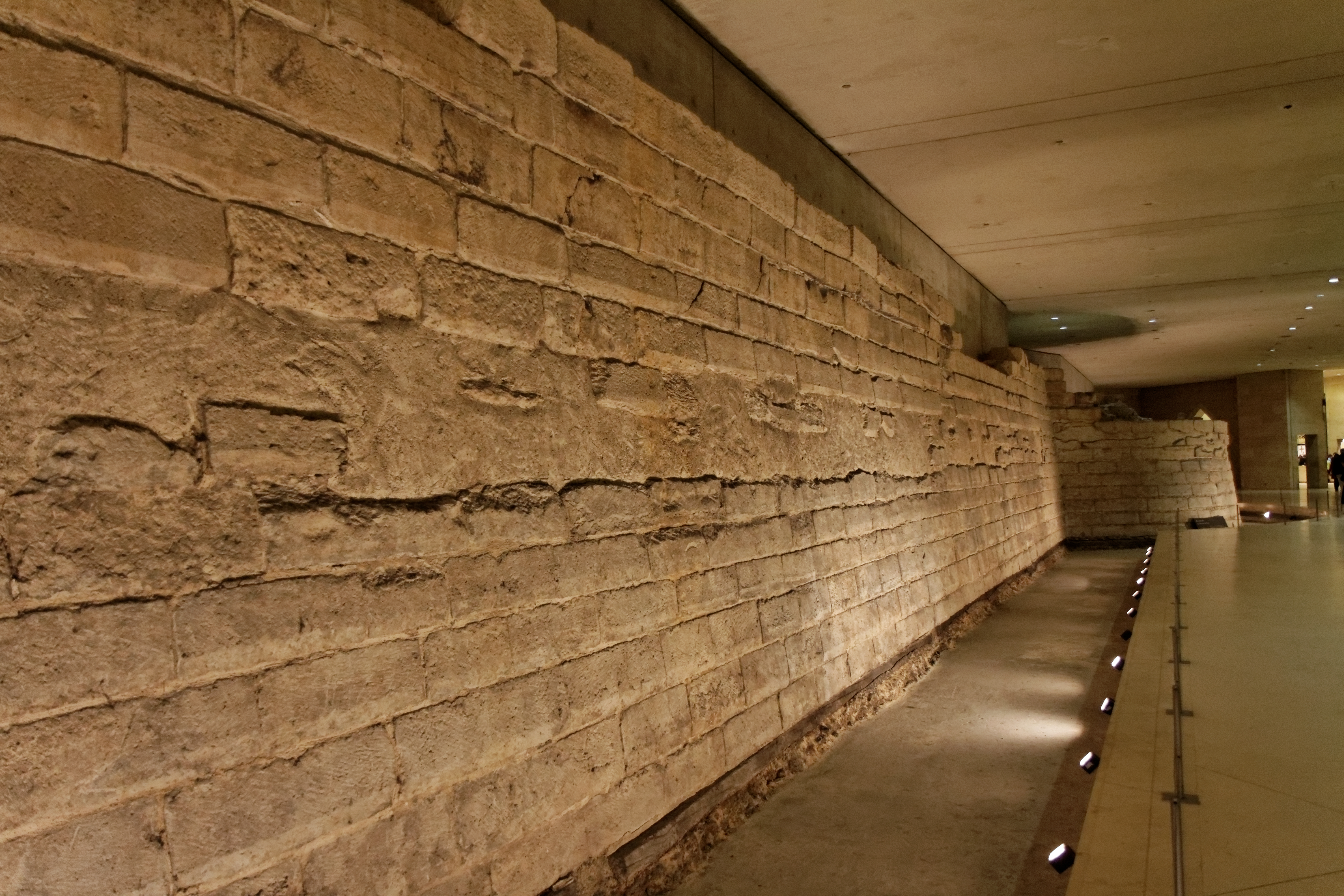
Vestiges de l'enceinte de Charles V au Carrousel du Louvre.
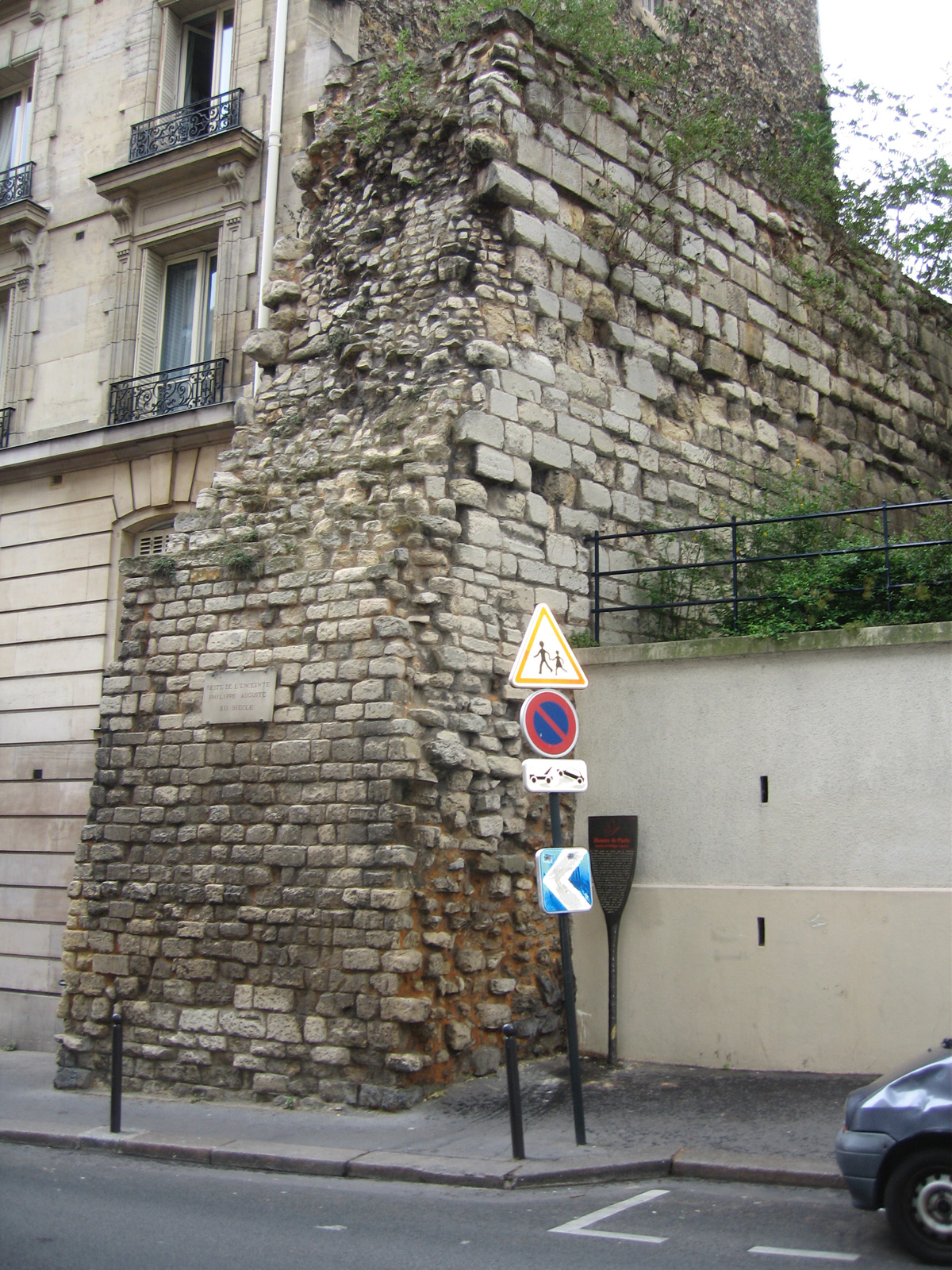
Portion de courtine du mur de Philippe Auguste visible rue Clovis.

### Mur des Fermiers généraux

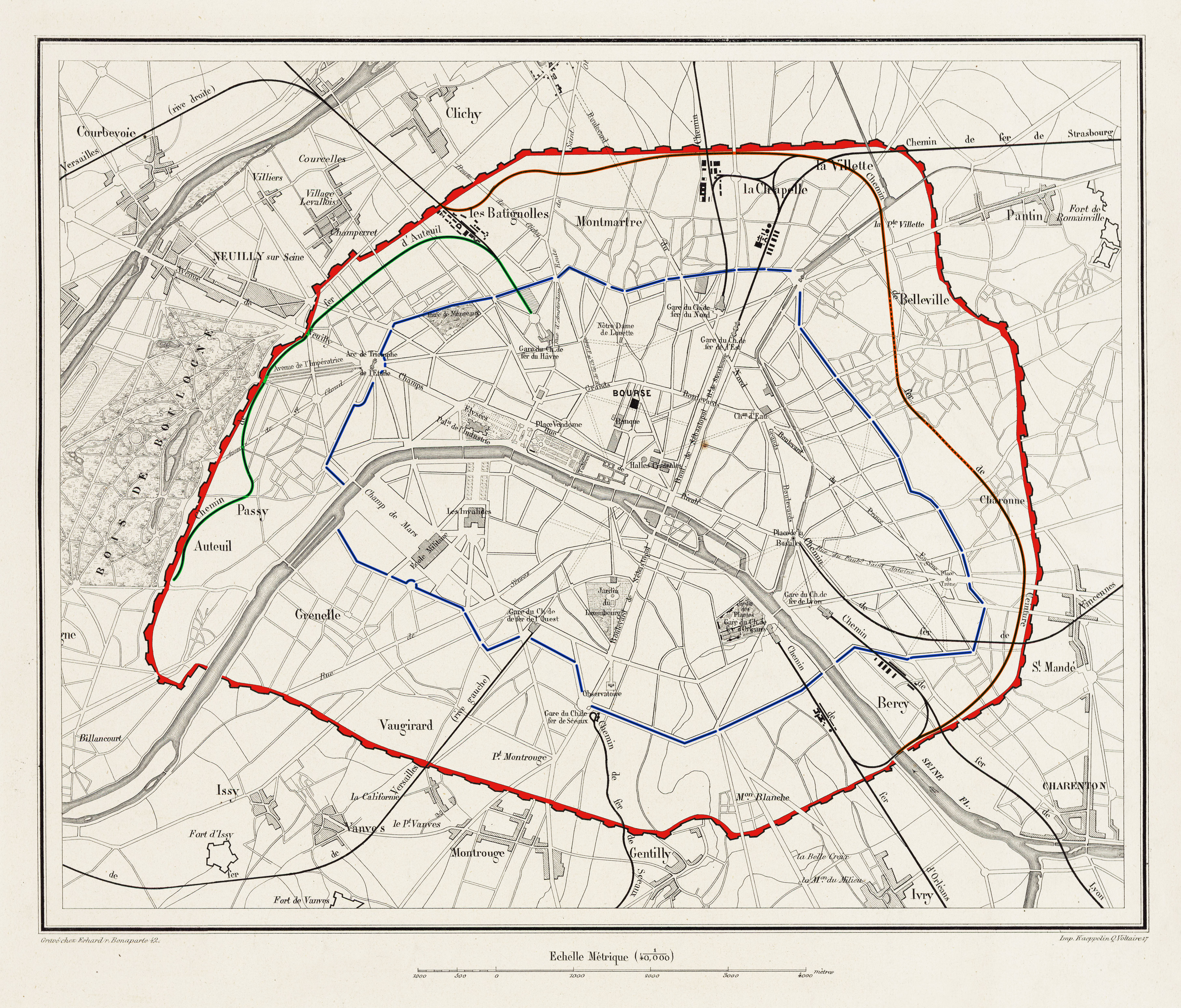
Paris, 1859 : le mur des Fermiers généraux (en bleu) et les fortifications Thiers (en rouge).

Sous Louis XVI, Paris s'agrandit du quartier de la Chaussée-d'Antin, et le village du Roule est érigé en faubourg.
En 1784, sur demande de la Ferme générale, le ministre Calonne décide de faire entourer la ville de Paris d'une muraille destinée non pas à la défense, mais à la perception de l'octroi, impôt prélevé sur les marchandises entrant dans la ville. La conception et la direction des travaux sont confiées à l'architecte Ledoux. Le mur est édifié en quelques années à partir de 1785. La surface enclose est de 3 370 hectares (plus 32 autres à partir de 1818, lorsque le village d'Austerlitz sera englobé). Le mur est muni, au niveau des passages (appelés barrières), d'une cinquantaine de bâtiments (appelés propylées). Les 57 barrières sont gardées par les employés de l'octroi.
Le tracé du mur correspond à la seconde ceinture de boulevards actuelle, les boulevards extérieurs, à savoir :
- boulevards de Charonne, Ménilmontant, Belleville, La Villette, la Chapelle, Clichy, des Batignolles, Courcelles, avenues de Wagram et d'Iéna, rues Benjamin-Franklin et de l'Alboni, boulevards de Grenelle, Garibaldi, Pasteur, Vaugirard, Edgar-Quinet, Raspail, Saint-Jacques, Auguste-Blanqui, Vincent-Auriol, de Bercy et de Picpus.

La presque totalité du mur est démolie lors de l'extension de Paris à l'enceinte de Thiers, en 1860. Au total, il ne subsiste plus du mur que quatre propylées de Ledoux :
- la rotonde du parc Monceau, à la barrière de Chartres ;
- la rotonde de la Villette, construit pour la barrière Saint-Martin, place de la Bataille-de-Stalingrad ;
- la barrière du Trône, près de la place de la Nation ;
- la barrière d'Enfer, place Denfert-Rochereau.

Vestiges du mur des Fermiers généraux
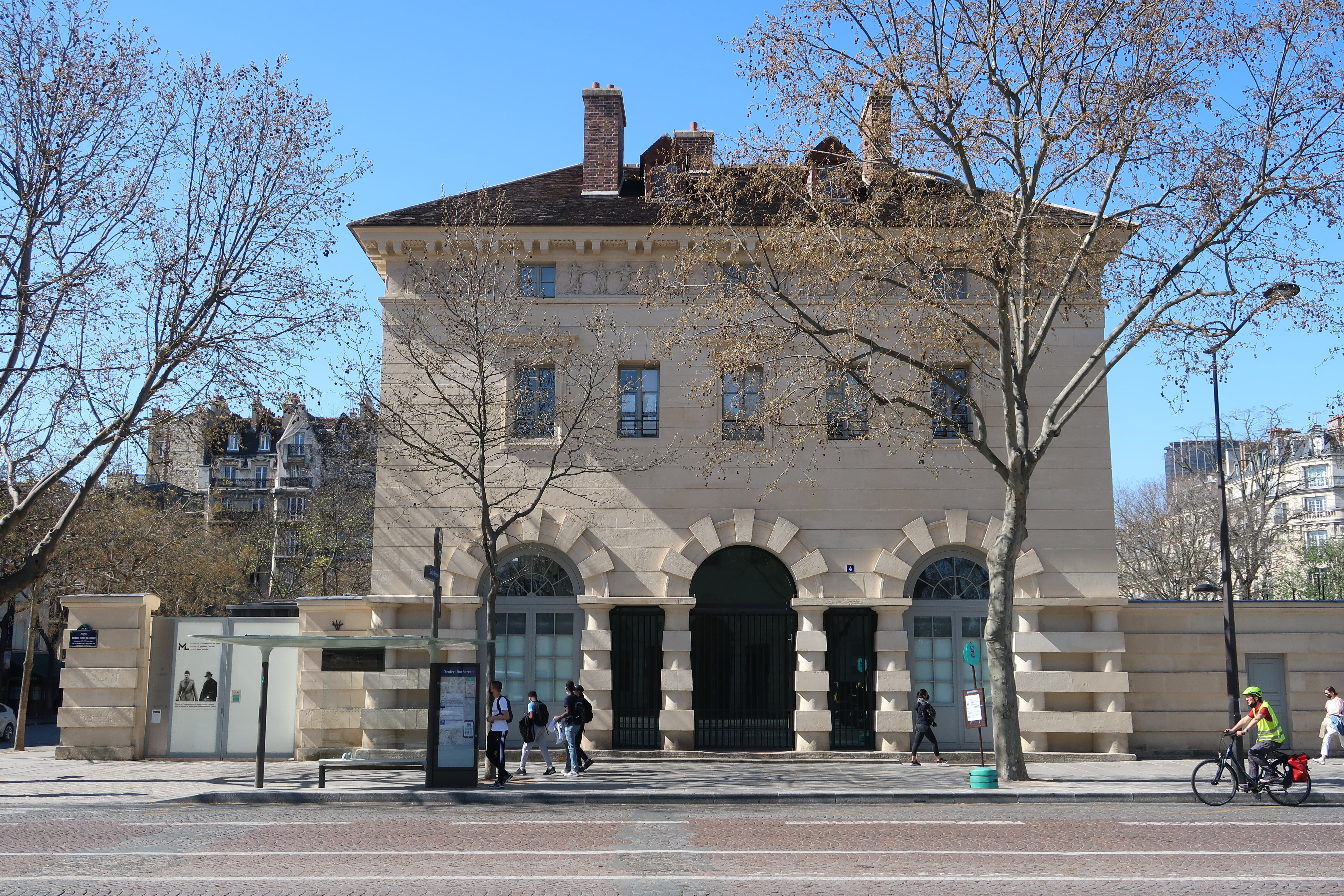
Barrière d'Enfer, place Denfert-Rochereau.
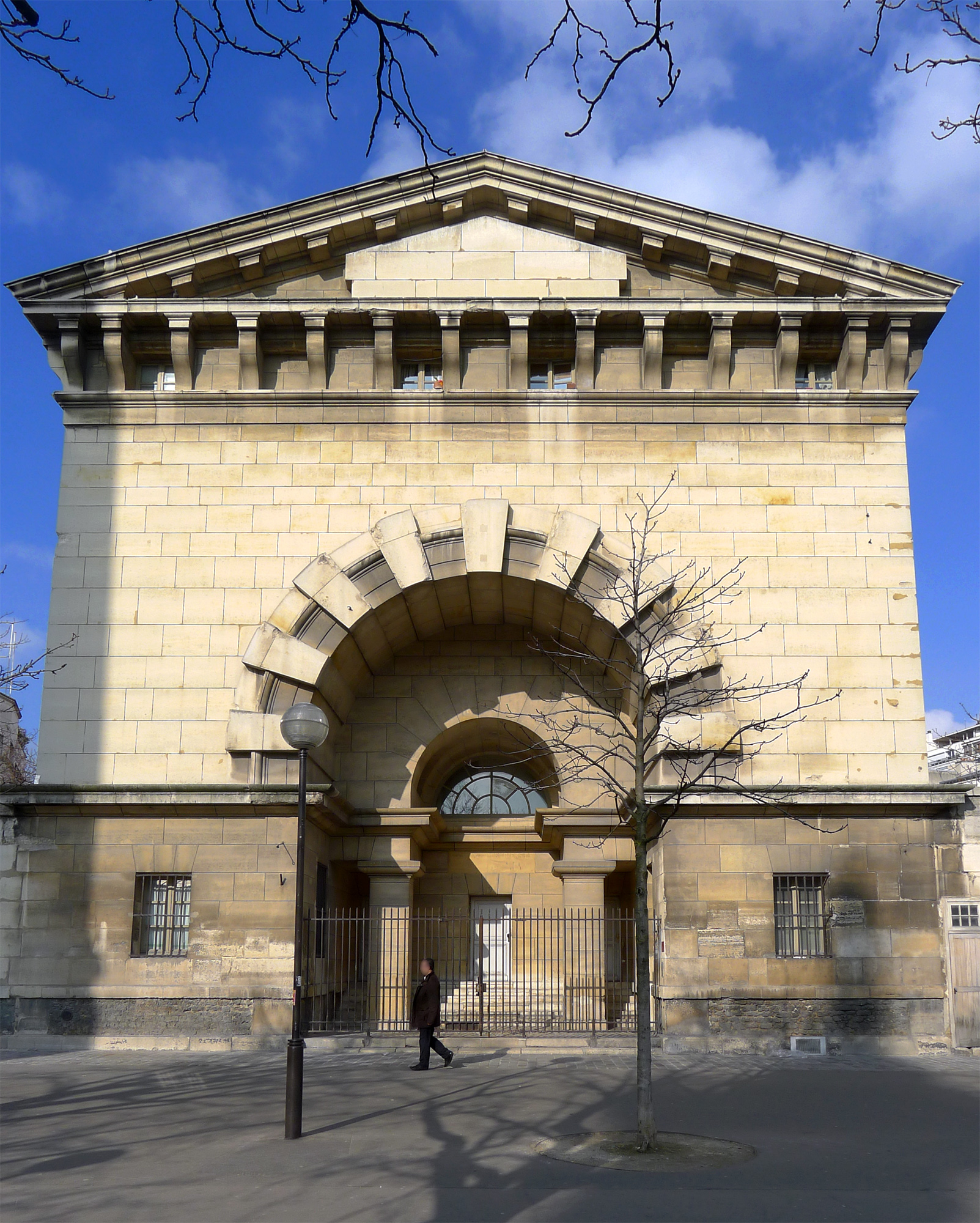
Pavillon nord de la barrière du Trône, près de la place de la Nation.
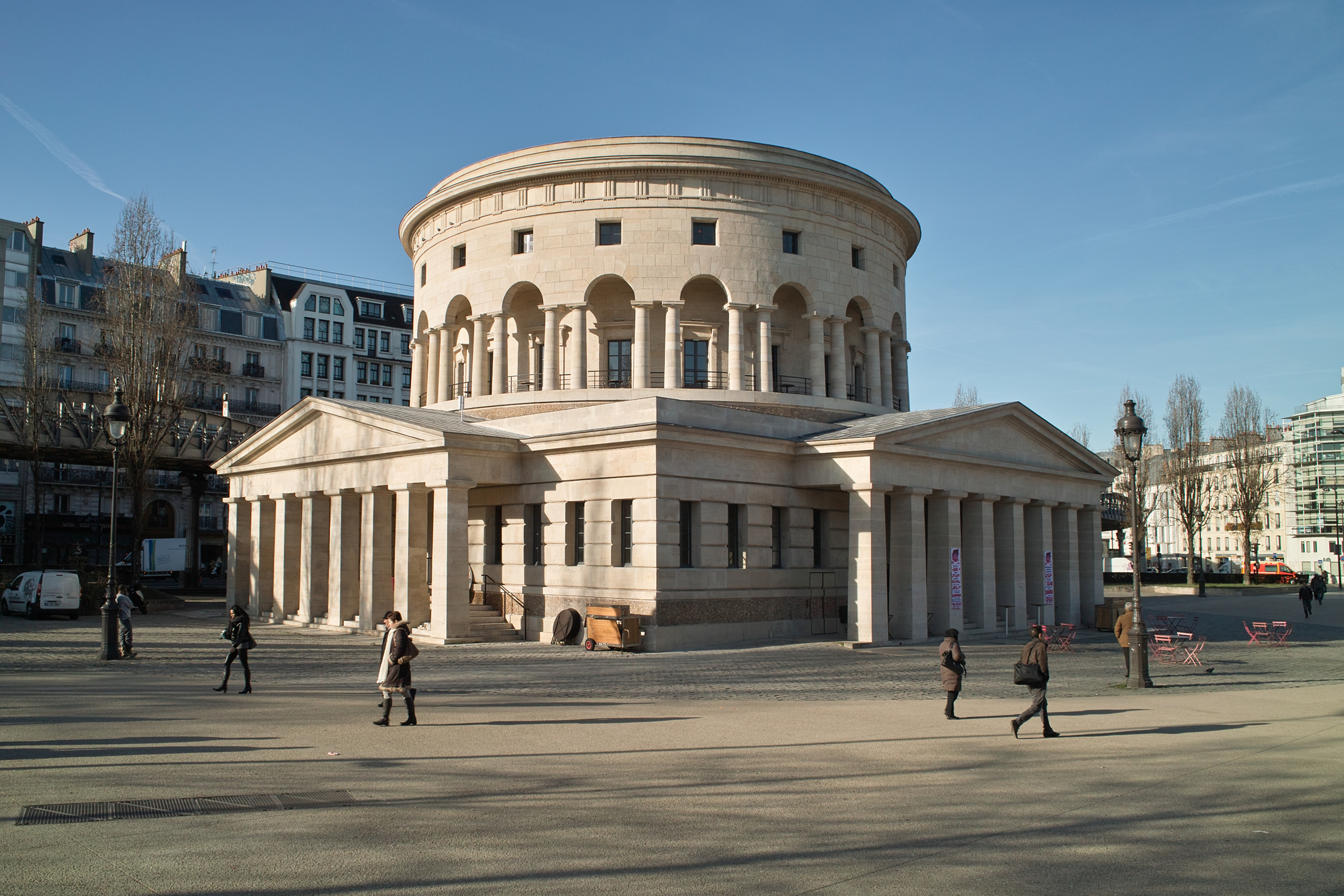
Rotonde de la Villette, construit pour la barrière Saint-Martin, place de la Bataille-de-Stalingrad.

### Enceinte de Thiers
Enfin, sous Louis-Philippe, Adolphe Thiers étant président du Conseil, une nouvelle enceinte fortifiée, la septième, est construite, et le crédit de 140 millions demandé pour l'exécution de ce projet est voté par les Chambres à une grande majorité, malgré la très vive opposition de plusieurs journaux et du maréchal Soult lui-même.
L'enceinte de Thiers, les fameuses « fortifs », est construite de 1841 à 1844, à la suite d'une loi due à Thiers. Elle englobe 7 802 hectares, recouvrant à peu près les boulevards des Maréchaux actuels, avec un glacis s'étendant jusqu'à l'emplacement du boulevard périphérique. Elle est détruite de 1919 à 1929.

Enceinte de Thiers
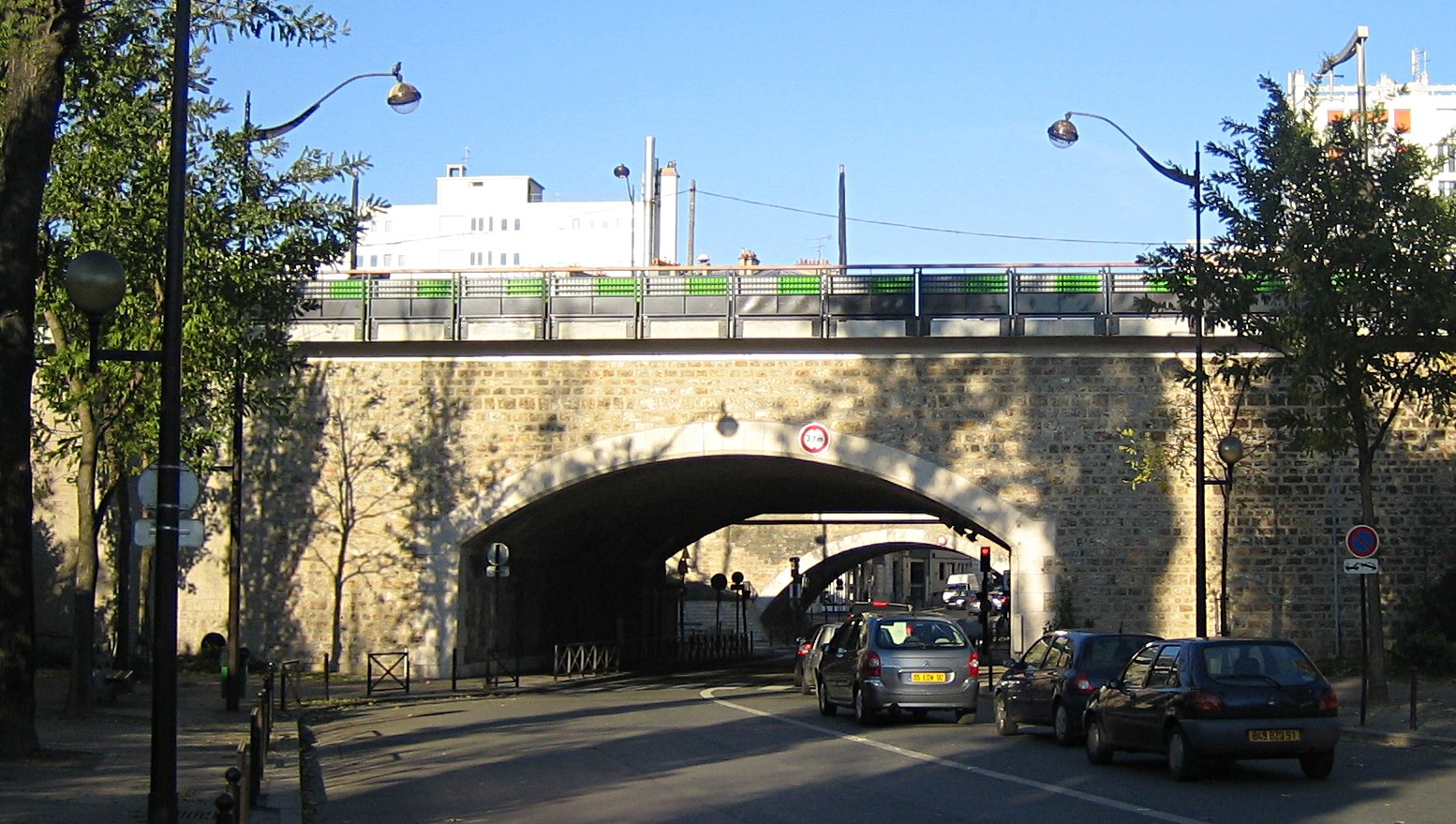
La poterne des Peupliers, l'un des seuls vestiges encore visibles de l'enceinte de Thiers.
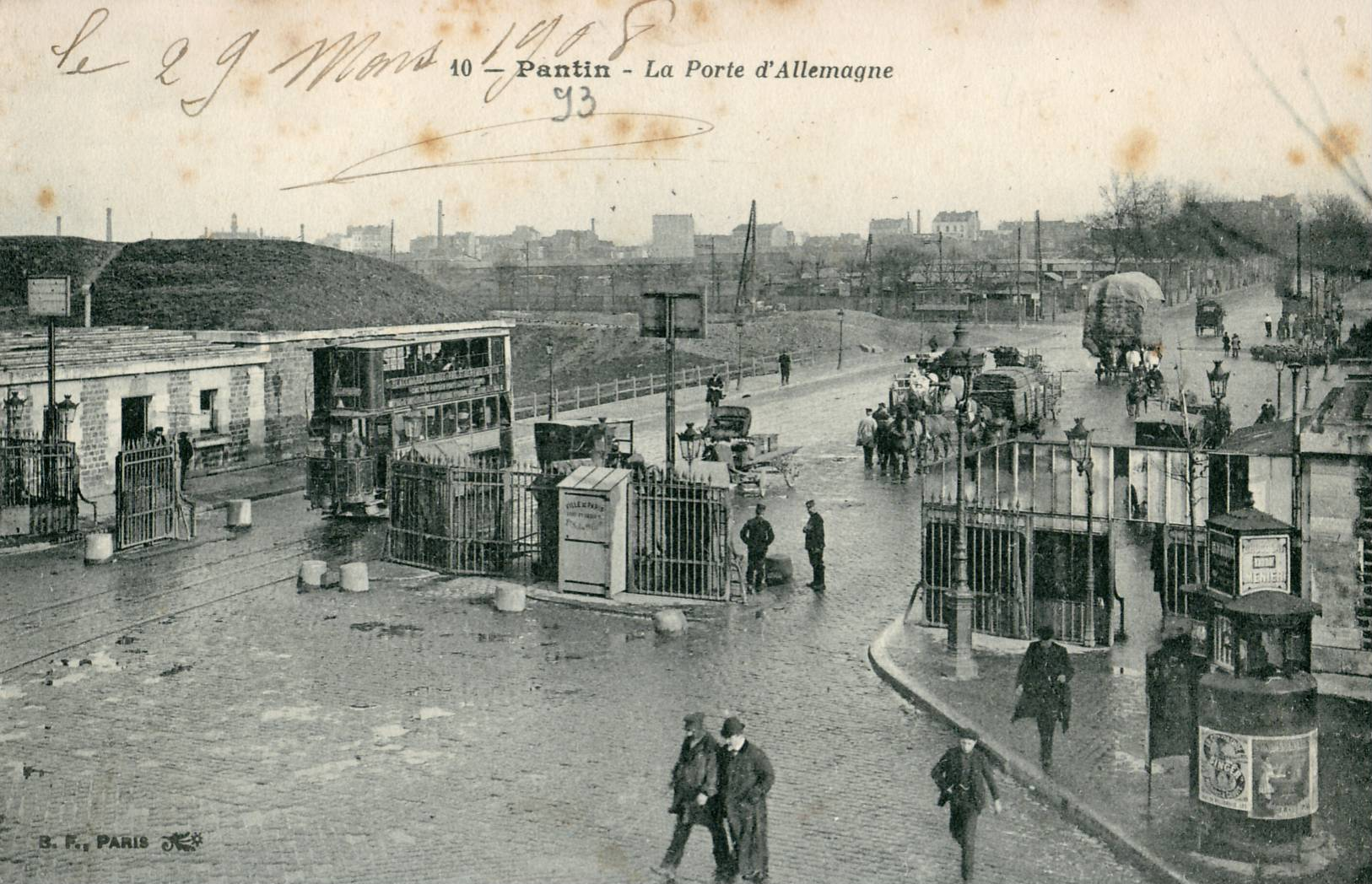
La porte d'Allemagne vers 1908. Rebaptisée en 1914 : porte de Pantin.
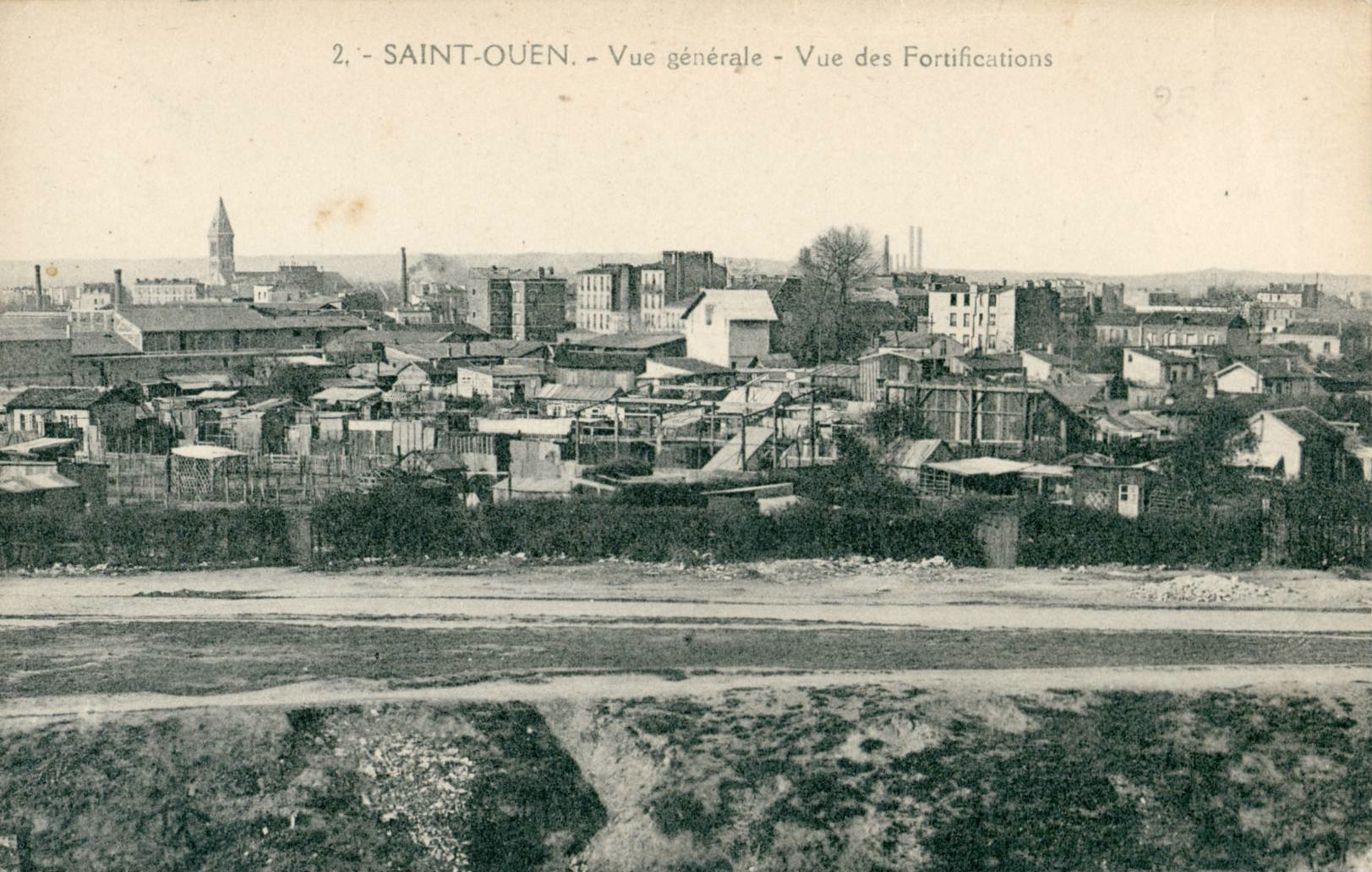
La zone des fortifs, à Saint-Ouen.

## Superficies successives de Paris
| Enceinte | Époque                                         | Superficie (hectares) |
| --- | ---------------------------------------------- | --------------------- |
| Enceinte gauloise | Sous Jules César, -53                          | 00.009 ?              |
| Île de la Cité et rives | Ier à IIIe siècles                             | 00.053                |
| Enceinte gallo-romaine + rives | Sous Julien, en 358 et 375                     | 00.038,79             |
| Enceinte carolingienne | Après Eudes, Entre 898 et 1190                 | ?                     |
| Enceinte de Philippe Auguste | Sous Philippe Auguste, en 1190 et 1211         | 00.252,87             |
| Enceinte de Charles V | Sous Charles V et Charles VI, en 1367 et 1383  | 00.439,18             |
| Enceinte de Charles V | Sous François Ier et Henri II, en 1553 et 1581 | 00.483,61             |
| Enceinte de Charles IX et Louis XIII | Sous Henri IV                                  | 00.567,82             |
| Enceinte de Charles IX et Louis XIII | Sous Louis XIV, en 1671 et 1686                | 01 103,91             |
| Enceinte de Charles IX et Louis XIII | Sous Louis XIV et Louis XV, en 1715 et 1717    | 01 337,08             |
| Mur des Fermiers généraux | Sous Louis XVI, en 1788                        | 03 370,36             |
| Mur des Fermiers généraux | En 1817                                        | 03 439,68             |
| Fortifications Thiers | En 1860                                        | 07 088                |
| Périphérique + les bois | En 1990                                        | 10 540                |
| Sources : Recherche statistiques sur la Ville de Paris…, 1821 (chiffres de Verniquet de 358 à 1788) ; Ier à IIIe siècles, 1860 et 1990 : site de la mairie de Paris |                                                |                       |